# Meanwhile (Celebrate-the-Nun-Album)
Meanwhile (englisch für: „inzwischen“) ist das am 12. Juni 1990 veröffentlichte Debütalbum der hannoverschen Band Celebrate the Nun, aus der 1993 Scooter hervorgegangen sind.

## Über das Album
Meanwhile ist das erste Album einer damals noch jungen Elektropopband, die Ende 1986 in Hannover ins Leben gerufen wurde. Die Schwester des Sängers, Britt Maxime, die ihrem Bruder 1986 zum Studium von Anglistik und Politik nach Hannover folgte, und Slin Tompson, den sie in einer Diskothek kennengelernt hatte, vervollständigten die Band, die nun ihre Songs gemeinsam erarbeitete. Die 1988 veröffentlichte Debütsingle, Ordinary Town, brachte der Band Auftritte in den TV-Sendungen Spielbude (ARD) und Musikladen Eurotops ein. „Die erste Single der kreativen Band war genauso überraschend gut wie ihr Outfit“, so die Presseinfo der EMI.
Von ihrem Musiklabel, der Westside Music, wurden die Musiker unter Vertrag genommen und für Aufnahmen zu einem Album nach Frankfurt am Main ins Tonstudio geschickt. Im Sommer 1989 wurde sämtliche Studioarbeit erledigt, sodass im folgenden Jahr der Longplayer veröffentlicht werden konnte.
Meanwhile enthält zwölf tanzbare, synthetische Songs, von denen außer Ordinary Town, welches den Titel Nr. 1 bildete, She’s a Secretary und Will You Be There als Singles ausgekoppelt wurden. Der letzte Song kam auf den fünften Platz der Charts des amerikanischen Magazins Billboard und She’s a Secretary daselbst auf den 12. Platz, was dazu führte, dass Meanwhile auch von dem amerikanischen Enigma-Label veröffentlicht wurde. Zu jeder Single gab es auch eine Videoproduktion.
Wegen musikalischer Differenzen verließ Slin Tompson nach der Veröffentlichung von Meanwhile die Band und widmete sich Soloprojekten.
Westside Music wurde 1991 insolvent, sodass sich die Band letztendlich auflöste.
Meanwhile wurde 2004 für das MP3-Format remastered und inzwischen mehrfach neu aufgelegt. Die letzten beiden Songs sind CD-Bonus-Titel.

## Trackliste
Kompositionen und Arrangements stammen von Celebrate the Nun, die Texte alleine von H. P. Baxxter, außer Cry No More (von Britt Maxime, Arrangement von Rick J. Jordan).
1. Ordinary Town (4:15)
2. My Jealously (4:32)
3. Will You Be There (3:29)
4. Maybe Tomorrow (3:54)
5. Don’t You Go (3:52)
6. She’s a Secretary (3:07)
7. Cry No More (4:06)
8. Stay Away (4:34)
9. Could Have Been (3:48)
10. So (4:25)
11. Unattainable Love (4:35)
12. Strange (5:08)

## Singles
| Cover | Titel (Jahr)                                 | Tracklist |
| ----- | -------------------------------------------- | --- |
|       | Ordinary Town (1989)                         | 1. Ordinary Town (6:34) 2. Strange (5:12) 3. Ordinary Town – Radio version (3:58) |
|       | Will You Be There (1989)                     | 1. Will You Be There (5:30) 2. Unattainable Love (4:36) 3. Will You Be There – A cappella (0:35) |
|       | Will You Be There (USA, Kanada) (1989)       | 1. Celebrate The Nun mix (7:27) 2. Devilish Dub (4:59)< 3. 7-inch/LP-version (3:34) 4. Acapella (0:35) 5. French Floor mix (6:07) 6. French Floor Dub (3:39) 7. 12-inch version (5:30)                                                                                      |
|       | She’s A Secretary (USA, Kanada) (1989, 1990) | 1. She’s a Secretary – Gothic mix (5:25) 2. She’s a Secretary – Gothic Dub (3:36) 3. She’s a Secretary – Nonne mix (4:24) 4. She’s a Secretary – Monja mix (5:32) 5. She’s a Secretary – Spastic Dub (6:01) 6. Strange (5:09) 7. Will You Be There – 12-inch Version (5:30) |